# Lê Duẩn
Lê Duẩn (n.  Quảng Trị, 7 de abril de 1907 – f. Hanói, 10 de julio de 1986) fue un político vietnamita. Actuó como jefe del Partido Comunista de Vietnam (PCV), en el entonces Vietnam del Norte, desde 1956. En 1958 fue el más alto creador de la política del país, aunque nominalmente era el número dos; el líder era Hồ Chí Minh, siendo uno de los líderes de la guerra de Vietnam. Oficialmente asumió el liderazgo tras la muerte de Ho en 1969. Duan logró unir a Vietnam desde 1975 hasta su muerte en 1986. 

## Biografía
Le Duan nació en la provincia de Quảng Tri. Ingresó al comunismo siendo un trabajador de ferrocarril durante los años 1920. Fue miembro fundador del Partido Comunista Indochino y sirvió en el Comité Central Norvietnamita bajo Ho y dirigió la formación de una organización clandestina comunista en Vietnam del Sur. Iniciando 1946 fue secretario del Comité del Partido en Cochinchina (después secretario del COSVN 1951-54). En 1956 escribió una tesis llamada “El camino al sur”, que llamaba a la guerra con Estados Unidos para hacer la unificación; el liderazgo comunista discutió este plan en una reunión en diciembre del mismo año y aceptó su contingente sobre la reforma del Ejército de Vietnam del Norte (EVN) y la ayuda internacional.
Ese mismo año dentro del PCV surgió una facción rival entre Trường Chinh y el presidente Ho, que fue apoyada por el general Võ Nguyên Giáp (el mismo héroe de la Batalla de Dien Bien Phu sobre los franceses en 1954). Esta rivalidad se fijó sobre la emisión de reforma agraria en Vietnam del Norte. Como Duan no estaba identificado con ninguna de esas facciones, ninguna se rechazó bajo la actuación de los deberes del primer secretario (cabeza del partido) sobre el liderazgo de Ho en 1956. En el desfile del 1 de mayo -Día del Trabajo- de 1957 Trường Chinh fue nombrado número 2 y Le Duan gradualmente tendría apoyo; posteriormente en noviembre del mismo año visitó Moscú, Unión Soviética, y recibió luz verde para sus planes de guerra contra el sur.
En diciembre, Hồ Chí Minh en la XIII sesión plenaria de una “revolución dual” implementó los esfuerzos para promover la insurgencia en el sur fueran justos como importantes y las reformas internas de Truong. A mediados de 1958 Le Duan se reunió con los líderes comunistas sureños y les explicó el cambio en la política; el 1 de mayo de 1958 por primera vez fue nombrado como el líder número 2. El liderazgo norvietnamita aprobó formalmente una “guerra popular” en marzo de 1959 y oficialmente él fue nombrado primer secretario en 1960. Aprovechó la rivalidad chino-soviética y la guerra para extraer la ayuda de Moscú y Pekín, China, con serie adjunta. El primer ministro soviético Alexei Kosygin hizo la ayuda extensiva, incluyendo modernos misiles antiaéreos, durante una reunión con Le Duan en Hanói en febrero de 1965.
Después de la muerte de Ho en 1969, Duan asumió formalmente el liderazgo del gobierno de Vietnam del Norte. Tras la adquisición comunista de Vietnam del Sur el 30 de abril de 1975 (con la Caída de Saigón) se convirtió en el líder de un estado vietnamita unificado. Después de convertirse en líder Duan instituyó una purga de aliados survietnamitas-estadounidenses, con unos 40,000 personas consignadas a campos de prisión. Tras la Masacre de Ba Chúc perpetrada por los Jemeres rojos en suelo vietnamita, aprobó la invasión vietnamita de la Camboya Democrática en 1978, logrando derrocar al Régimen de Pol Pot en una ofensiva relámpago. Esto causó una ruptura de relaciones diplomáticas entre Vietnam y China, y el primero respondió deportando a los residentes de la etnia china del país y cultivó una estrecha alianza con la URSS. En respuesta China lanzó la invasión de Vietnam en febrero de 1979, más conocida como el Conflicto Sino-Vietnamita. 
Ese mismo año Le Duan fue galardonado con el Premio Lenin de la Paz, y conservó el cargo de secretario general del PCV hasta su muerte en 1986. Murió de causas naturales en Hanói a los 79 años de edad y fue sucedido brevemente por su antiguo rival Trường Chinh. Nikolái Ryzhkov, el jefe del Consejo de Ministros de la URSS, representó a su país durante su funeral.